# 德州街道
德州街道，原为德州镇，是中华人民共和国四川省凉山彝族自治州德昌县下辖的一个乡镇级行政单位。2019年12月，撤销德州镇和小高镇，设立德州街道，以原德州镇和原小高镇安宁村所属行政区域为德州街道的行政区域。

## 行政区划
德州街道下辖以下地区：
凤凰社区、香城社区、安顺社区、彩虹社区、中屯村、麦岔村、李所村、果园村、南坛村、泸塘村、阿荣村、凤凰村、大坪村、红庙村、沙坝村、方家村和角半村。